# Panzerwurfmine

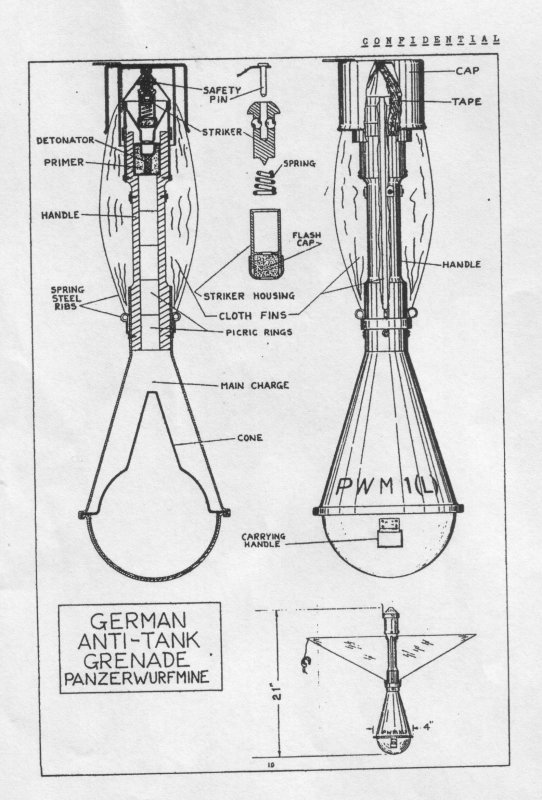
Esbosos de les Panzerwurfmine

La Panzerwurfmine (abreviat a PWM) era una granada antitanc que consistia en una càrrega buida. La granada es llançava a mà i era molt utilitzada per les tropes terrestres de la Luftwaffe i els especialistes de la Wehrmacht i Waffen SS en tasques antitancs. Aquesta arma va ser dissenyada i produïda a l'Alemanya nazi durant la Segona Guerra Mundial.

## Història
La Panzerwurfmine va ser utilitzada per primera vegada a principis de 1943, on va acabar sent una arma amb un bon reconeixement entre totes les armes antitanc alemanyes. Encara que aquesta arma necessitava que l'usuari estigués prop del vehicle enemic, comparat amb els Panzerfaust i els Panzerschreck, seguia sent una bona arma secundària. Aquestes granades també van ser utilitzades per les forces aliades després de la seva captura, van ser utilitzades sobre tot per les tropes de la Unió Soviètica. L'arma també va ser utilitzada per els soldats dels Estats Units d'Amèrica, encara que al principi van creure que aquestes granades havien de ser llançades de la mateixa manera que les granades de mà normals, com si fossin dards molt grans. Això va resultar en què els americans no van aprendre a utilitzar aquesta arma de manera correcta, fins que es van enviar uns butlletins on explicaven l'ús d'aquesta arma.
Després de la guerra, molt membres del Pacte de Varsòvia utilitzaven armes que seguien el mateix principi que la Panzerwurfmine. Fins i tot, l'Exèrcit Egipci, va començar a produir granades antitanc gairebé idèntiques a la Panzerwurfmine.

## Disseny
La Panzerwurfmine consistia en una granada amb una càrrega buida al cap d'aquesta. El cos d'aquesta granada era metàl·lic, i tenia un mànec de fusta, al voltant de qual es trobaven situades quatre ales de tela i uns flaps a la part del final. Al llençar-la, les aletes s'obrien mitjançant un motlle.
Aquestes ales tenien l'objectiu d'estabilitzar l'arma quan estava en vol (al ser llençada), a la vegada que s'assegurava que aquesta mantingues la posició correcta per a ser detonada amb el contacte del cap d'aquesta amb una superfície sòlida.
L'arma tenia un diàmetre total de 114,3 mm, una llargada total de 533 mm, dels quals el cos ocupava 238,6 mm i les aletes 279,4 mm. El pes total de l'aram era de 1,35 kg, dels quals 0,52 eren explosius, que eren una barreja de 50% TNT i un altre 50% de RDX. Tenia una distància operativa màxima d'uns 30 metres, i els seus operaris necessitaven rebre un entrenament especial amb rèpliques inerts per assegurar una bona punteria i llançament correcte, i molts soldats alemans assignats a tasques antitancs preferien les Panzerwurfmine abans que molts altres tipus d'armes antitancs de curta distància. Aquesta arma era relativament petita, lleugera, fàcil de transportar i emmagatzemar i efectiva contra la gran majoria de tancs aliats. A part que aquesta arma era molt segura, ja que el soldat no necessitava enganxar l'arma al vehicle (Hafthohlladung) i el detonador de l'arma només era activat quan la granada es llençava.

## Descripció
La Panzerwurfmine tenia una aparença similar a la del projectil del Panzerfaust, ja que els dos tenien una construcció similar al compartir el mateix mètode de penetració de blindatge, que era la càrrega buida. La diferencia principal era que un (la del Panzerfaust) era un coet, i l'altre (Panzerwurfmine) era una granada.

## Variants
La primera versió de la Panzerwurfmine va ser la Panzerwurfmine (L) o Lang (llarga), que era la més estesa i utilitzada. A part que era la versió estàndard. En el seu primer any d'ús es van produir unes 203.800 Panzerwurfmine, encara que la seva producció era discontinua, ja que es van començar a produir més de la seva variant Kurz.
Més tard, es va introduir la Panzerwurfmine (K) o Kurz (curta). Aquesta versió, era més petita que la original, i utilitzava diferents sistemes d'estabilització en vol. Això va significar que utilitzarien únicament tires de tela (que eren estesos quan la granada era llançada) i la eliminació dels flaps, per a tindre un disseny menys complicat i que significava que era més barata la seva producció.
Els dos dissenys compartien la mateixa carrega explosiva i cap de granada, el que significava que les dues eren capaces de penetrar fins a 150 mm de blindatge a 0 graus.